# Hà Tiến (xã)
Hà Tiến là một xã thuộc huyện Hà Trung, tỉnh Thanh Hóa, Việt Nam.

## Địa lý
Xã Hà Tiến nằm ở phía tây huyện Hà Trung, có vị trí địa lý:
- Phía đông giáp xã Hà Tân và xã Hà Giang
- Phía tây giáp huyện Thạch Thành và huyện Vĩnh Lộc
- Phía nam giáp xã Hà Tân và xã Hà Lĩnh
- Phía bắc giáp xã Hà Giang và huyện Thạch Thành.

Xã có diện tích 18,17 km², dân số năm 2019 là 6.405 người, mật độ dân số đạt 352 người/km².

## Lịch sử
Trước Cách mạng Tháng Tám năm 1945, địa bàn xã Hà Tiến hiện nay thuộc hai tổng Đông Bạn và Nam Bạn của huyện Tống Sơn, phủ Hà Trung. Sau năm 1945, huyện Hà Trung được chia thành 10 xã, trong đó có xã Tân Tiến. Đến năm 1954, xã Tân Tiến được chia thành ba xã Hà Giang, Hà Tân và Hà Tiến.